# Zygophylax geniculata
Zygophylax geniculata is een hydroïdpoliep uit de familie Lafoeidae. De poliep komt uit het geslacht Zygophylax. Zygophylax geniculata werd in 1894 voor het eerst wetenschappelijk beschreven door Clarke. 